# Dolichestola nigricornis
Dolichestola nigricornis là một loài bọ cánh cứng trong họ Cerambycidae.